# دانشگاه استرایر

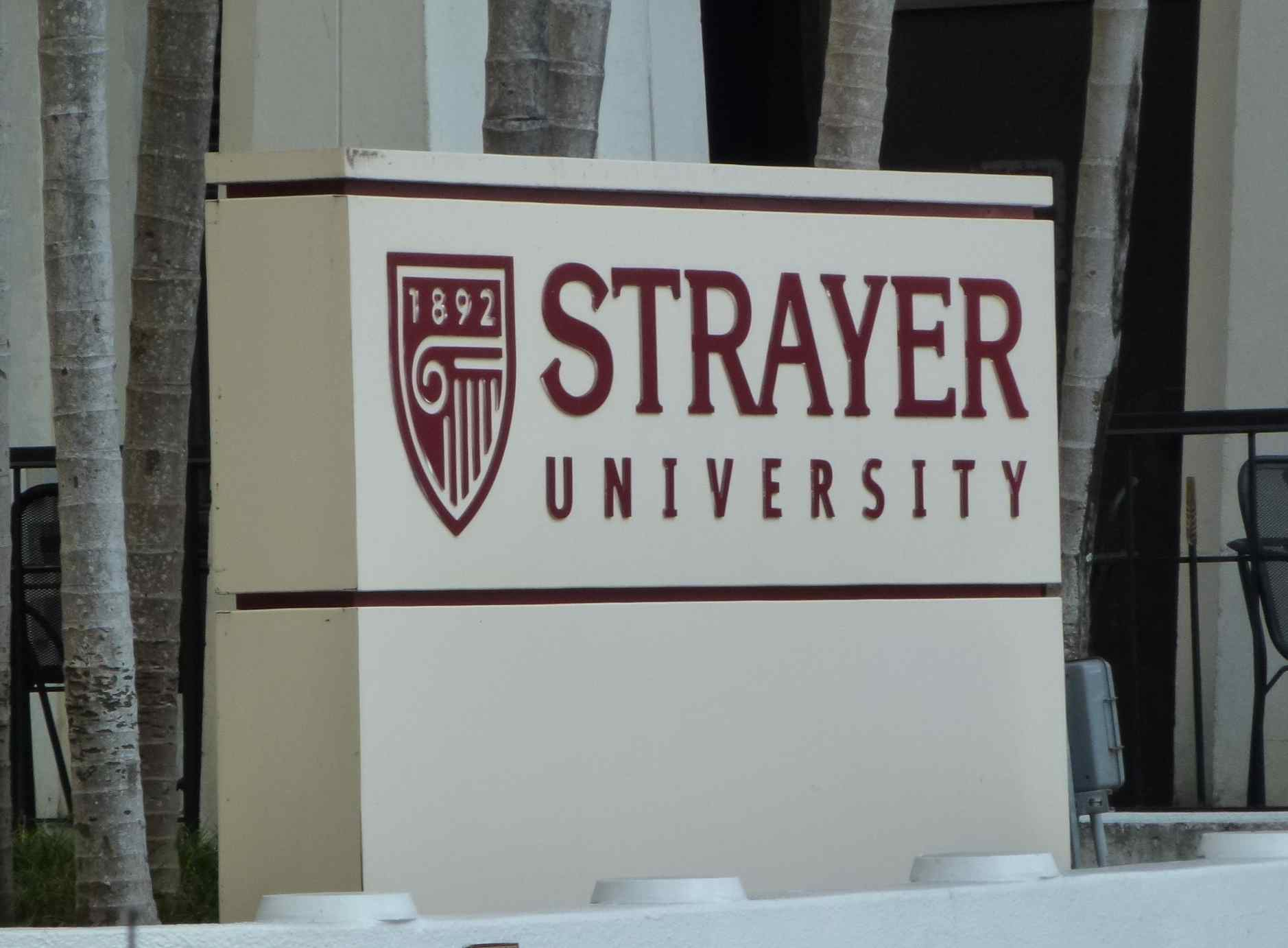

دانشگاه استرایر یک دانشگاه خصوصی انتفاعی است که دفتر مرکزی آن در واشینگتن دی سی است. این دانشگاه در سال ۱۸۹۲ به عنوان کالج تجاری تأسیس شد، و در سال ۱۹۹۸ به دانشگاه را تبدیل شد. دانشگاه استرایر تحت شرکت هلدینگ Strategic Education, Inc. (نزدک: STRA)، که در سال ۱۹۹۶ تأسیس شد. این دانشگاه بیش از ۵۰۰۰۰ دانشجو را از طریق برنامه‌های یادگیری آنلاین و ۶۴ پردیس خود در ۱۵ ایالت ایالات متحده و واشینگتن دی سی ثبت نام می‌کند